# Mario Stasi (1968)
Pour les articles homonymes, voir Mario Stasi et Stasi.
Mario Stasi, né le 8 juin 1968 à Paris, est un avocat français, associé du cabinet Obadia & Stasi.
Il préside la LICRA depuis 2017.

## Biographie
Mario Stasi est le fils de Mario Stasi, lui-même avocat. Il est titulaire d'un diplôme d'études approfondies en droit communautaire en 1991. À partir de 1991, il travaille au cabinet de Francis Teitgen, puis à celui du pénaliste Olivier Metzner, avant de rejoindre en 1998 le cabinet de son père en tant qu'associé, qu'il quitte en 2011, pour fonder avec Sophie Obadia, le cabinet Obadia & Stasi. Il intervient plus particulièrement dans le domaine de la responsabilité pénale médicale.

### Carrière politique
Il est candidat sur la liste de François Bayrou aux élections européennes de 1999. Il est candidat de l'union de la droite et du centre avec Philippe Séguin, lors des élections municipales à Paris en 2001.
Lors des élections législatives de 2007, candidat Union pour la démocratie française-Mouvement démocrate dans la 1re circonscription de Paris, il est éliminé au premier tour de cette élection (13,47% de voix) remportée au second par l'écologiste Martine Billard.

### Présidence de la LICRA
Il poursuit son combat et entre en 2008 à la Ligue internationale contre le racisme et l'antisémitisme (LICRA), comme responsable de la commission juridique. Il affirme avoir été poussé à cet engagement par son ami Patrick Klugman, qui est ancien président de l’Union des étudiants juifs de France (UEJF). Il est élu au poste de premier vice-président en 2016, puis devient en novembre 2017 président en remplacement d'Alain Jakubowicz, démissionnaire. Catholique, il est le premier président non juif de l'association.
Peu après l'élection de Mario Stasi à la tête de la LICRA se déclenche une polémique à la suite des propos de la députée de la France insoumise Danièle Obono, accusée d'avoir défendu des propos jugés antisémites tenus par Houria Bouteldja, du Parti des Indigènes de la République (PIR). Réagissant à cette polémique, Mario Stasi demande au président de la France insoumise Jean-Luc Mélenchon de condamner le PIR, ce que ce dernier fait peu après, affirmant dans une lettre adressée à la LICRA que La France insoumise et lui sont en « totale opposition politique avec le PIR », et ce « depuis son origine ».
Sous sa direction, l'assemblée générale de l'association adopte deux motions en mai 2018 : l'une condamne les dérives de la politique migratoire du gouvernement et la loi asile et immigration portée par Gérard Collomb, alors en discussion au Parlement ; l'autre réclame de sortir les délits racistes et antisémites du cadre de la loi sur la liberté de la presse.
En 2018, la LICRA co-organise une marche blanche à la suite du meurtre de Mireille Knoll ; le Conseil représentatif des institutions juives de France, autre co-organisateur, refuse que les membres du Front national et de la France insoumise y participent. Concomitamment, une tribune, intitulée « Contre le nouvel antisémitisme », demande aux autorités théologiques musulmanes de frapper d'obsolescence les versets du Coran appelant au meurtre des juifs ; une autre tribune, que Mario Stasi ratifie, critique cette approche consistant à réduire l'antisémitisme à sa seule dimension islamique.
En juin 2018, dans le cadre du projet de révision de la Constitution française proposé par le gouvernement Édouard Philippe, Mario Stasi publie une tribune dans le quotidien Le Monde où il appelle les députés à voter la suppression du terme de « race » de la Constitution (soit à l'article premier). Le lendemain, l'Assemblée nationale vote en ce sens.
Elu à la Présidence de la LICRA, lors du congrès de la LICRA en mai 2019, pour 3 ans, son combat universaliste se concrétise notamment par un partenariat signé en mai 2021 avec la Grande Mosquée de Paris pour combattre le racisme anti musulman et dénoncer l'intégrisme religieux et politique.

### Affaires
Il intervient dans la défense pénale de médecins ou de l’APHP.
Il a notamment été le conseil de laboratoires notamment de Merck & Co. dans l’affaire dite du levothyrox ou celle du croisiériste italien Costa Croisières visé par plus d’une centaine de plaintes pénales déposées par des passagers victimes de la COVID-19.

## Décorations
- Chevalier de la Légion d'honneur (2022)[16]